# Brezovka
Brezovka je obec na Slovensku v okrese Bardejov. Žije zde 104 obyvatel, první písemná zmínka pochází z roku 1559.
Nachází se zde řeckokatolický chrám Ochrany Přesvaté Bohorodičky.